# Il campanile d'oro
Il campanile d'oro è un film del 1955, diretto da Giorgio Simonelli.
Parla di un'usuale sfida tra due paesi e delle vicissitudini e sentimenti tra i partecipanti delle due parti, in particolare di una coppia di ragazzi.
Il titolo fa riferimento ai campanili dei due paesi, su cui i partecipanti devono arrampicarsi per vincere la competizione, e della gara finale, chiamata appunto Campanile d'oro.

## Trama
Due paesi abruzzesi immaginari, Rocca di sopra e Rocca di sotto, si sfidano annualmente in una gara che consiste nella scalata del campanile. Il paese vincitore ha il diritto di issare e mantenere tutto l'anno il gonfalone della città di appartenenza.
Dopo 18 anni consecutivi di vittorie da parte di Rocca di sotto la gara viene affidata a Pasqualino per Rocca di sotto mentre gli avversari scelgono Rosetta. Quest'ultima è segretamente innamorata del primo e riesce a batterlo, con grande stupore ed intolleranza da parte dei paesani che Pasqualino rappresentava. I due però finiscono per confessare il loro vicendevole amore.
Pasqualino tenta di nascondere agli altri il suo sentimento e si confida con il sindaco di Rocca di sotto, che vede favorevolmente la cosa ed anzi fa in modo che i due possano partecipare assieme alla gara del Campanile d'oro, annunciata dalla radio. Gli abitanti però organizzano un complotto per far apparire Pasqualino infedele e Rosetta inizialmente viene persuasa a crederci.
Prima della competizione Pasqualino, per riconciliarsi con la compagna, finge di voler buttarsi dal campanile ma Rosetta comprende il trucco e lo beffeggia. Un incidente fa però perdere l'equilibrio a Pasqualino, il quale viene salvato all'ultimo dai compaesani. Rosetta a quel punto si getta tra le sue braccia.
La coppia giunge appena in tempo per partecipare alla competizione, ma la vittoria va ad un'altra Regione.

## Produzione
- Campanile Sera consisteva in una nota trasmissione televisiva che proponeva, per ogni settimana, una competizione tra due paesi posti in regioni diverse.

Il film è stato girato interamente in un paesino della provincia di Roma il cui nome è San Vito Romano.